# Misamis Oriental

Prowincja Misamis Oriental na mapie Filipin

Misamis Oriental – prowincja na Filipinach w regionie Mindanao Północne, położona w północnej części wyspy Mindanao.
Od północy granicę wyznacza Morze Mindanao, od południa graniczy z prowincją Bukidnon, od zachodu z prowincją Lanao del Norte, od wschodu z prowincjami Agusan del Norte i Agusan del Sur. Powierzchnia: 3102,9 km². Liczba ludności: 748 791 mieszkańców (2007). Gęstość zaludnienia wynosi 241,3 mieszk./km². Stolicą prowincji jest Cagayan de Oro.